# Технічна інспекція праці
Технічна інспекція праці (рос. инспекция труда техническая, англ. technical labor inspection, нім. Mikroschaltung f, technische Arbeitsinspektion f) – спеціальний орган, що здійснює нагляд і контроль за дотриманням законодавства про працю: правил по охороні праці на підприємствах. 
Працює при профспілках. 
Техн. інспектори праці обстежують підприємства, дають адміністрації підприємств обов'язкові для виконання розпорядження про усунення порушень законодавства про працю і правил з охорони праці.